# Liste der Monuments historiques in La Barde
Die Liste der Monuments historiques in La Barde führt die Monuments historiques in der französischen Gemeinde La Barde auf.

## Liste der Objekte
Zum Verständnis siehe: Kirchenausstattung
| Bezeichnung | Beschreibung                                          | Standort                        | Kennzeichnung | Schutzstatus | Datum | Bild |
| ----------- | ----------------------------------------------------- | ------------------------------- | ------------- | ------------ | ----- | ---- |
| Wandgemälde | Landschaftsdarstellungen, Anfang des 20. Jahrhunderts | in der Kirche Notre-Dame (Lage) | PM17001961    | Inscrit      | 2003  |      |
| Ziborium    | Silber, vergoldet, 1750 oder 1751                     | in der Kirche Notre-Dame (Lage) | PM17001573    | Classé       | 1989  |      |
| Kelch       | Silber, vergoldet, 18. Jahrhundert                    | in der Kirche Notre-Dame (Lage) | PM17000655    | Classé       | 1991  |      |